# Lachemilla erodiifolia
Lachemilla erodiifolia là loài thực vật có hoa trong họ Hoa hồng. Loài này được (Wedd.) Rothm. mô tả khoa học đầu tiên năm 1937.